# Marcin Edward Zawiła
Marcin Edward Zawiła (Jelenia Góra 6 mei 1958) is een Pools politicus van Platforma Obywatelska en voormalig burgemeester van Jelenia Góra.

## Biografie
Zawiła studeerde na het voltooien van het lyceum in Jelenia Góra, geesteswetenschappen aan de Katholieke Universiteit van Lublin en voltooide die studie met een master. In 1990 werd hij verkozen tot de eerste niet-communistische burgemeester van Jelenia Góra. In de periode 1993-1997 zat Zawiła als lid van Unia Demokratyczna in de Sejm en de daaropvolgende regeerperiode (1997-2001) zat hij wederom in de Sejm, echter dit keer als vertegenwoordiger van de Partia Demokratyczna - demokraci.pl. Vervolgens werkte hij als directeur van de openbare bibliotheek in Jelenia Góra om in 2010 wederom verkozen te worden tot burgemeester van Jelenia Góra.
Marcin Zawiła is getrouwd.
- International Standard Name Identifier: 0000 0001 1163 3039
- Virtual International Authority File: 162356448